# اکسل اف
«اکسل اف» (به انگلیسی: Axel F) قطعه موسیقی بی‌کلام الکترونیک اثر هارولد فالترمایر است که در فیلم پلیس بورلی هیلز (۱۹۸۴) مورد استفاده قرار گرفت. این آهنگ شماره ۱ در نمودارهای فروش سال ۱۹۸۵ بود.

## پیش زمینه
نام آهنگ برگرفته از نام شخصیت اصلی فیلم اکسل فولی است که توسط ادی مورفی نقش‌آفرینی شد.
فالترمایر این قطعه را با استفاد از ۵ ساز موسیقی ضبط کرد: یک «رولاند ژوپیتر-۸» که صدای «سوپرسا» (به انگلیسی: supersaw) پیشرو آهنگ را تولید می‌کرد، یک «سینث‌سایزر مدولار موگ-»۱۵ که صدای باس را ایجاد می‌کرد، یک «رولاند جی‌ایکس-۳پی» که کورد استب‌ها را ایجاد می‌کرد، یک «یاماها دی‌ایکس۷» که صدای ناقوس و ماریمبا را به وجود می‌آورد و یک «لین‌درام» که برای برنامه‌ریزی درام رایانه‌ای استفاده شد.
علاوه بر پلیس بورلی هیلز، آهنگ در آلبوم سال ۱۹۸۸ فالترمایر به نام هارولد اف. نیز به عنوان آهنگ ویژه حضور دارد. در آغاز فالترمایر با این موضوع مخالف بود اما امسی‌ای بر این موضوع پافشاری کرد و آهنگ در این آلبوم قرار داده شد.
1. ↑  «Axel F - Harold Faltermeyer». web.archive.org. 2019-10-01. بایگانی‌شده از اصلی در ۱ اكتبر ۲۰۱۹. دریافت‌شده در 2023-05-11. تاریخ وارد شده در |archive-date= را بررسی کنید (کمک)
2. ↑  McAlpine، Fraser (۲۰۱۷-۰۷-۱۴). «What was the most annoying novelty song of all time? - BBC Music». www.bbc.co.uk (به انگلیسی). دریافت‌شده در ۲۰۲۳-۰۵-۱۱.